# コッラム
コッラム（マラヤーラム語：കൊല്ലം/ക്വയ്ലോണ്, 英語：Kollam）は、インドのケララ州、コッラム県の都市。クイロン（Quilon）、デーシンガナードゥ（Desinganadu）とも呼ばれる。

## 歴史

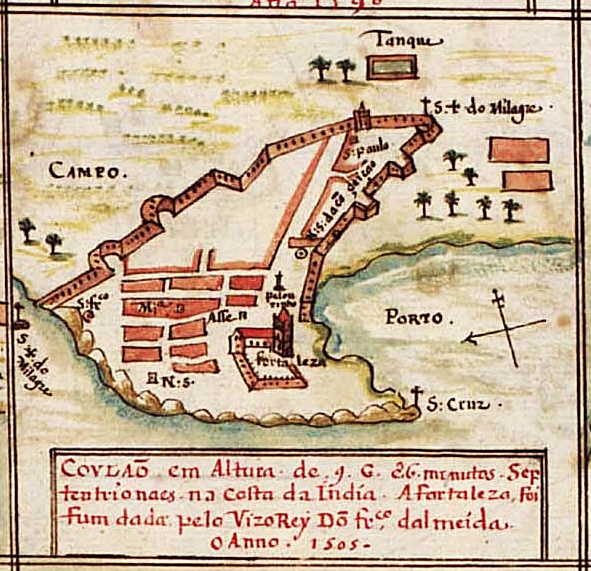
コッラム（1500年）

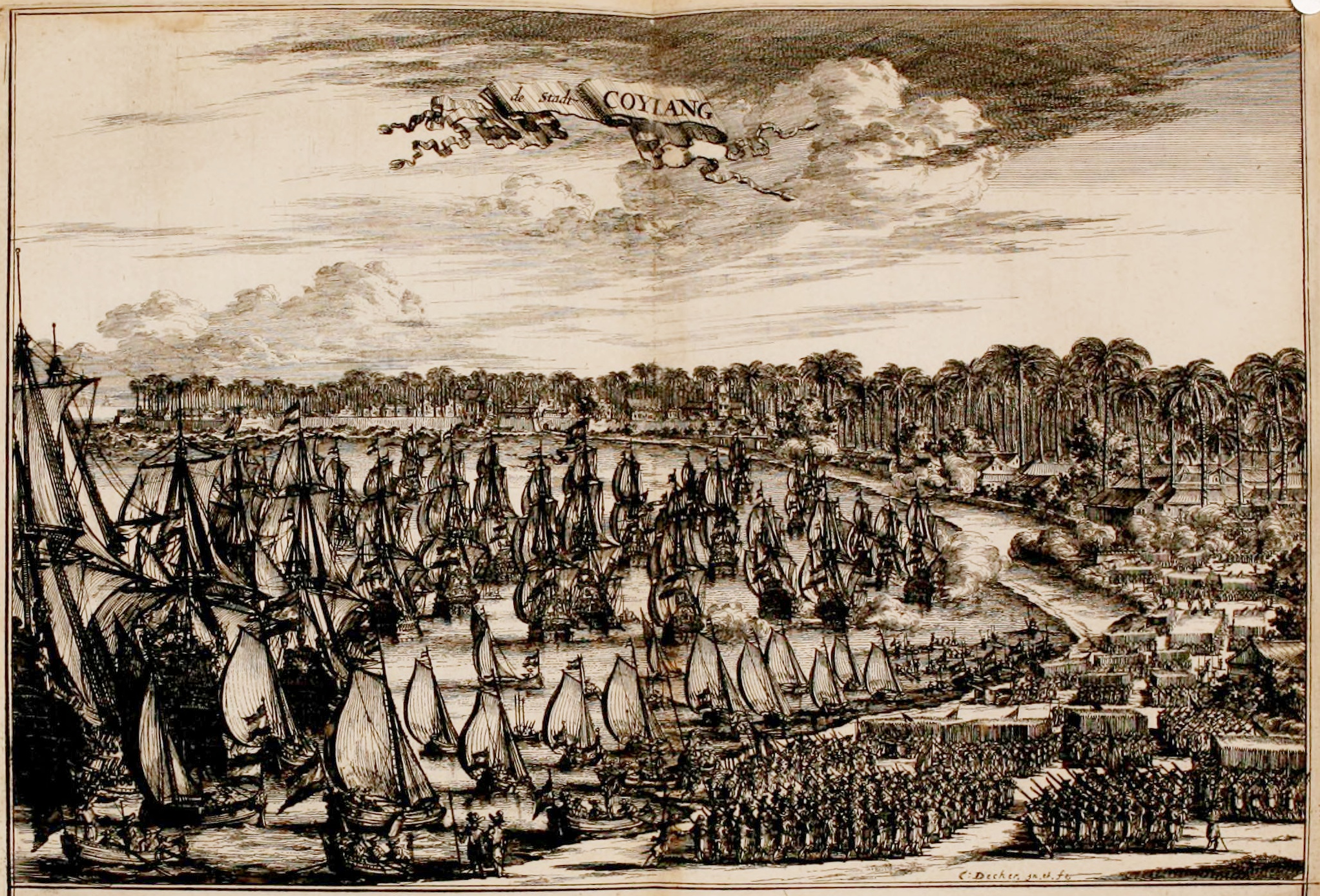
コッラムの占領（1661年）

古くはマラバール海岸でも重要な都市であり、パーンディヤ朝の支配下にあった。
1275年、この地にマルコ・ポーロが訪れ、周辺都市を旅した。
1517年、ポルトガルがこの地に城を建設した。
1661年、オランダがこの地を占領、貿易の拠点とした。
その後、トラヴァンコール王国が占拠するも、1795年にはイギリスが支配下に置いた。
1809年、トラヴァンコール戦争の際、この地でイギリスはヴェール・タンピと戦った（コッラムの戦い）。